# Sporadopora
Sporadopora is een geslacht van neteldieren uit de familie van de Stylasteridae.

## Soorten
- Sporadopora dichotoma (Moseley, 1876)
- Sporadopora faxensis Nielsen, 1919 †
- Sporadopora marginata Tenison-Woods, 1880 †
- Sporadopora micropora Cairns, 1991
- Sporadopora mortenseni Broch, 1942